# Murcia Cobras 2018
Questa voce raccoglie le informazioni riguardanti i Murcia Cobras nelle competizioni ufficiali della stagione 2018.

## LNFA Serie A 2018

### Stagione regolare
| Murcia 13 gennaio 2018, ore 17:00 | Murcia Cobras | 53 – 0 referto | Alicante Sharks | Estadio José Barnés |

| Coslada 20 gennaio 2018, ore 16:00 | Camioneros de Coslada | 13 – 16 referto | Murcia Cobras | Polideportivo Valleaguado |

| Beniparrell 4 febbraio 2018, ore 15:00 | Valencia Giants | 18 – 45 referto | Murcia Cobras | Campo de Fútbol |

| Murcia 10 febbraio 2018, ore 17:00 | Murcia Cobras | 48 – 8 referto | Granada Lions | Estadio José Barnés |

| Alicante 4 marzo 2018, ore 11:00 | Alicante Sharks | 0 – 34 referto | Murcia Cobras | Estadio Municipal de Atletismo |

| Murcia 10 marzo 2018, ore 17:00 | Murcia Cobras | 7 – 0 referto | Camioneros de Coslada | Complejo Municipal José Barnés |

| Murcia 24 marzo 2018, ore 17:00 | Murcia Cobras | 40 – 0 referto | Valencia Giants | Estadio José Barnés |

| Maracena 7 aprile 2018, ore 16:30 | Granada Lions | 0 – 50 referto | Murcia Cobras | Ciudad Deportiva |

### Playoff
| Murcia 5 maggio 2018, ore 17:00 | Murcia Cobras | 35 – 14 referto | Mallorca Voltors | Estadio José Barnés |

| Murcia 19 maggio 2018, ore 17:00 | Murcia Cobras | 35 – 28 referto | Las Rozas Black Demons | Estadio José Barnés |

| Gijón 2 giugno 2018, ore 18:00 | Murcia Cobras | 26 – 33 referto | Badalona Dracs | Complejo Deportivo Las Mestas |

## XXIII Copa de España

### Fase a eliminazione diretta
| 17 novembre 2018, ore 16:00 | Gijón Mariners | 14 – 6 referto | Murcia Cobras |  |

## Statistiche di squadra
| Competizione           | %Vittorie | In casa | In casa | In casa | In casa | In casa | In casa | In trasferta | In trasferta | In trasferta | In trasferta | In trasferta | In trasferta | Totale | Totale | Totale | Totale | Totale | Totale |
| Competizione           | %Vittorie | G       | V       | N       | P       | Pf      | Ps      | G            | V            | N            | P            | Pf           | Ps           | G      | V      | N      | P      | Pf     | Ps     |
| ---------------------- | --------- | ------- | ------- | ------- | ------- | ------- | ------- | ------------ | ------------ | ------------ | ------------ | ------------ | ------------ | ------ | ------ | ------ | ------ | ------ | ------ |
| LNFA Stagione regolare | 1.000     | 4       | 4       | 0       | 0       | 148     | 8       | 4            | 4            | 0            | 0            | 145          | 31           | 8      | 8      | 0      | 0      | 293    | 39     |
| LNFA Playoff           | .667      | 3       | 2       | 0       | 1       | 96      | 75      | 0            | 0            | 0            | 0            | 0            | 0            | 3      | 2      | 0      | 1      | 96     | 75     |
| Coppa                  | .000      | 0       | 0       | 0       | 0       | 0       | 0       | 1            | 0            | 0            | 1            | 6            | 14           | 1      | 0      | 0      | 1      | 6      | 14     |
| Totale                 | .833      | 7       | 6       | 0       | 1       | 244     | 83      | 5            | 4            | 0            | 1            | 151          | 45           | 12     | 10     | 0      | 2      | 395    | 128    |